# 后印象主义当代派
后印象主义当代派（Post-Impressionism Modern），是21世纪前10年由著名法籍华裔画家李自力先生创立的绘画艺术流派。继承印象主义、后印象主义的绘画技法和色彩理论体系，融入现代造型原理，用现代人文精神和当代审美观念关照绘画艺术表现形式与画面的终极效果，标榜以客观对象为载体，用写实的方法最大限度地表现艺术家对外部世界的瞬间直觉和内心真实，追求作品艺术形式审美特征的完美性 。在当代艺术范畴中主张写实回归，认为“当代艺术”并不是抽象和“看不懂”艺术的代名词。质疑或试图澄清当代观念艺术的表达语境与审美价值。

## 简介
后印象主义当代派，俗称“阳光画派”（法语：Post-Impressionnisme Moderne，英语： Post-Impressionism Modern， 缩写PIM），以继承印象主义、后印象主义的绘画艺术表现技法及其理论体系为基础，运用现代艺术造型原理、装饰色彩经验以及材料革新的成果，用直觉来观察和感知世界客观并亲身融入社会环境中，用现代人文精神和审美经验来关照一切艺术表现形式，视客观被描绘对象为诠释当代人文精神和审美特征的载体，即主张在理性和感性的领域里，对自然作“重新安排”，力求最大限度地再现内在真实，这种独立的内在真实是由艺术家本身的各种体验的集合所形成的观念，这种观念是个性化的但同时又是引导和符合大众审美的、独一无二的和不可复制的。其中个人的内心情感和冲动则是发掘和开拓人类审美情趣的动因 ，并不断追求人类审美情趣之极限。因而，后印象主义当代派集美学、装饰以及色彩和结构等一切艺术表现技法要素于一体，表现画家的内心真实，追求作品艺术形式审美特征的完美性 。坚持艺术的使命在于为人类提供感观上的愉悦。“当代艺术”并不是抽象和“看不懂” 艺术的代名词。在理论上该艺术流派质疑或试图澄清当代观念艺术的表达语境与审美价值。
一方面，该艺术流派主张“往后退”，回到印象主义、后印象主义的艺术世界中，从印象派本身对外部世界光影与色的观察方法及视觉色彩与形体的科学体验两方面入手，研究获得建立一种关于色彩与造型的系统结构的构成方法：用色彩来说出自己对自然的体验和感悟，用线条来勾勒物我的意象境界。另一方面，它主张“向前进”，努力拓展后印象主义的观念与判断，从而与当代人文精神产生一种新的和谐与共鸣。“后印象主义当代派”试图通过恢复被前卫艺术破坏了的纯粹审美经验，诠释当代人文精神和审美理想，从而重新建立和大众的互动与交流。这种交往模式建基于画家的内心情感和冲动，观众在艺术欣赏之中获得了愉悦，这种愉悦成了后印象主义当代派艺术家的使命。

## 创立者
后印象主义当代派是由世界著名法国华裔画家李自力先生所创立。上百年来，艺术家一直被这样的问题所困扰：色彩究竟来自客观对象本身还是来自人本主体心中？即，色彩是否能够超越客体的限制而成为主体精神的呈现？画家李自力的回答是“心中有阳光，无处不灿烂。”后印象主义当代派也被俗称为“阳光画派”，李自力也因此成了“阳光画家”，他为当代写实绘画开辟了又一新的发展途径。2012年，联合国教科文组织对“后印象主义当代派”给予了高度肯定，并向李自力先生颁发了“艺术终身成就奖”。